# Фалцет
Фалцет (на италиански: falsetto от falso – лъжлив; момчешки сопран) е най-високият регистър на мъжкия глас, както и особен маниер на пеене, който използва този регистър (тихо пеене, с непълен глас).
В съвременното изпълнение на класическа музика се употребява, наред с контратенора, при изпълнение на музикални партии, написани за кастрати. Обикновено звучи по-остро и безцветно от контратенора, сопрана и мъжкия алт, но въпреки това някои майстори успяват да му придадат интересна звучност.
Като маниер на пеене фалцетът често се използва в съвременната попмузика, например от Иън Гилън, Майкъл Джаксън, Илия Ангелов и други.